# Skribent
Skribent er et mere uformelt ord for forfatter.
Inden for journalistik bruges begrebet "skribent" ofte om de bidragydere til et blad, der ikke er uddannede journalister.